# Gylippus quaestiunculoides
Espèce
Gylippus quaestiunculoides est une espèce de solifuges de la famille des Gylippidae.

## Distribution
Cette espèce est endémique d'Iran.

## Description
Le mâle décrit par Roewer en 1933 mesure 21 mm et la femelle 25 mm.

## Publication originale
- Birula, 1907 : Zur Systematik der Solifugengattung Gylippus. Zoologischer Anzeiger, vol. 31, p. 885–893 (texte intégral).